# 아이후이구

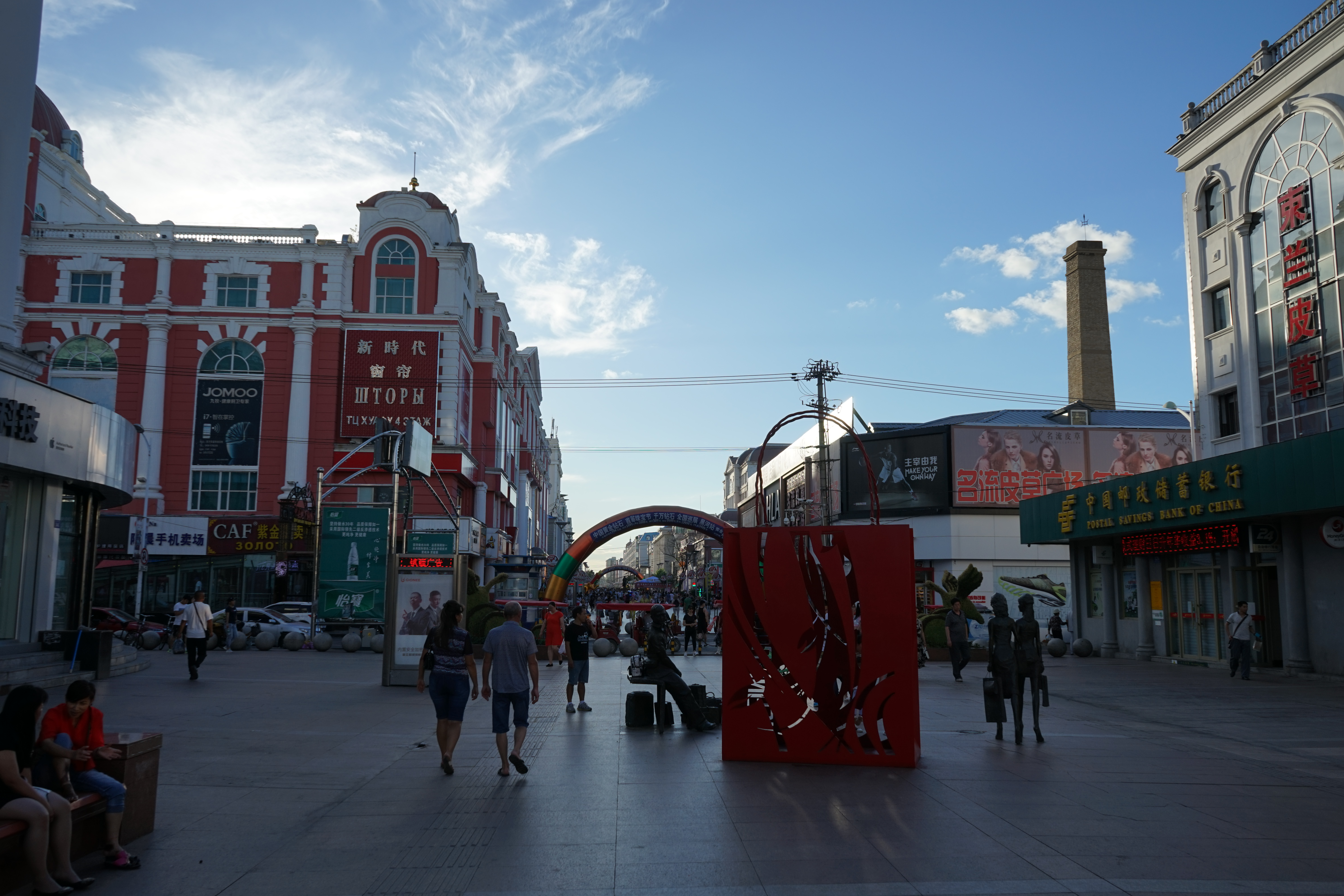

아이후이구(중국조선어: 애휘구, 중국어: 爱辉区, 병음: Àihuī Qū)는 중화인민공화국 헤이룽장성 헤이허 시의 행정구역이다. 아무르강 남서쪽 기슭에 위치하고 헤이허 시가지에서 하류 쪽으로 30km 떨어진 곳에 위치해있다. 넓이는 1443km2이고, 인구는 2007년 기준으로 190,000명이다.

## 주민
전체 인구의 9.4%(약 18500명)이 만주족, 후이족, 다우르족, 어룬춘족과 같은 소수 민족에 속한다.

## 역사
구의 중심인 아이후이 진(愛輝鎭)은 예전에 아이훈(璦琿)이라는 이름으로 알려져있었고 1680년에 세워진 이래로 두 세기 동안 북만주에서 가장 중요한 마을 중 하나였다.
1913년에 아이훈은 아이훈 현이 되었고 1956년 12월에 아이후이 현으로 이름이 바뀌었다. 1980년 11월 15일에 헤이허 시가 만들어지면서 아이후이 현은 폐지되었고 헤이허 시에 합쳐졌다.

## 행정 구역
4개 가도, 3개 진, 5개 향, 3개 민족향을 관할한다.
- 가도: 海兰街道, 花园街道, 兴安街道, 西兴街道.
- 진: 爱辉镇, 西岗子镇, 罕达汽镇.
- 향: 幸福乡, 张地营子乡, 二站乡, 上马厂乡, 西峰山乡.
- 민족향: 新生鄂伦春族乡, 四嘉子满族乡, 坤河达斡尔族满族乡.